# Лёвенштайн, Энни
Энни Лёвенштайн (нем. Aenny Loewenstein; 1871, Берлин — 5 мая 1925, Берлин) — немецкая художница и график.

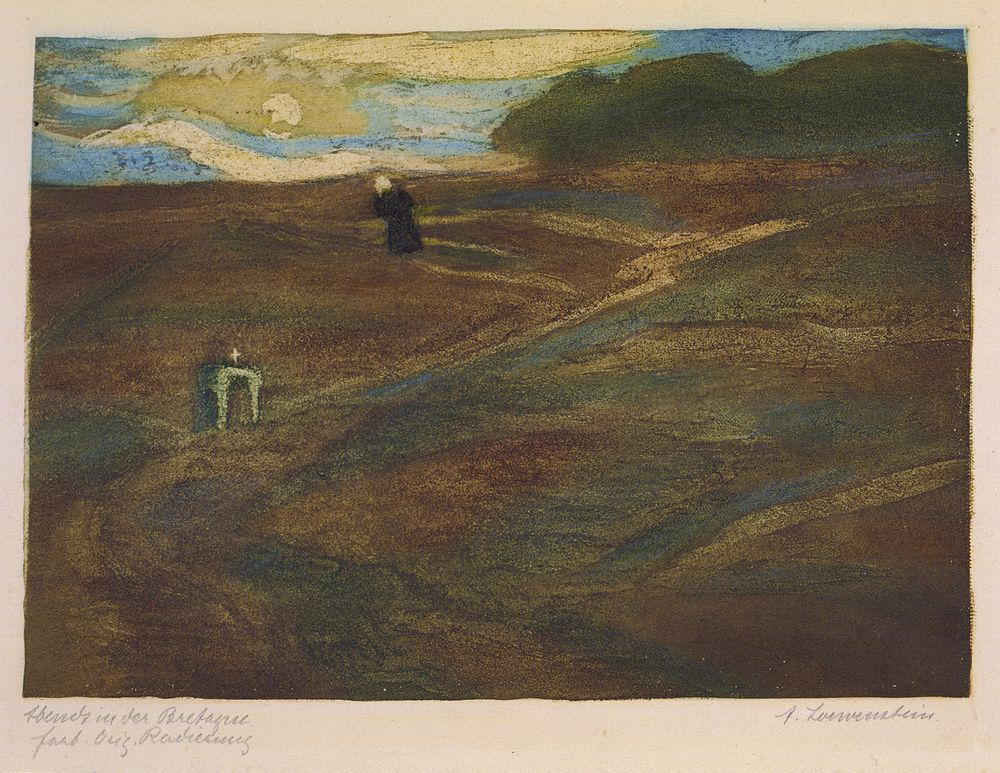
Вечер в Бретани

## Биография
Энни Лёвенштайн вступила в Ассоциацию берлинских женщин-художниц в 1898 году. Она оставалась членом ассоциации до 1918 года.
С 1902 года она была членом Берлинской Ассоциации визуальных художников Рейха. С 1904 по 1907 год она училась у Маргариты Хёнербах, а также некоторое время в Париже. С 1906 по 1908 год она работала преподавателем в школе рисунка и живописи; участвовала в выставках ассоциации до года своей отставки.
В 1914 году Лёвенштайн была награждена серебряной медалью на Международной выставке книжного и графического искусства в Лейпциге.
В 1925 году она покончила жизнь самоубийством в своей квартире на Bülowstraße 5 в Шёнеберге.
Среди работ Лёвенштайн — портреты, пейзажи и бытовые сцены; в основном она создавала офорты и гуаши. Работы Лёвенштайн можно увидеть  в Гравюрном кабинете Дрездена и в Берлинском государственном музее культуры и истории, а также в Национальном музее Те-Папа-Тонгарева.

## Галерея

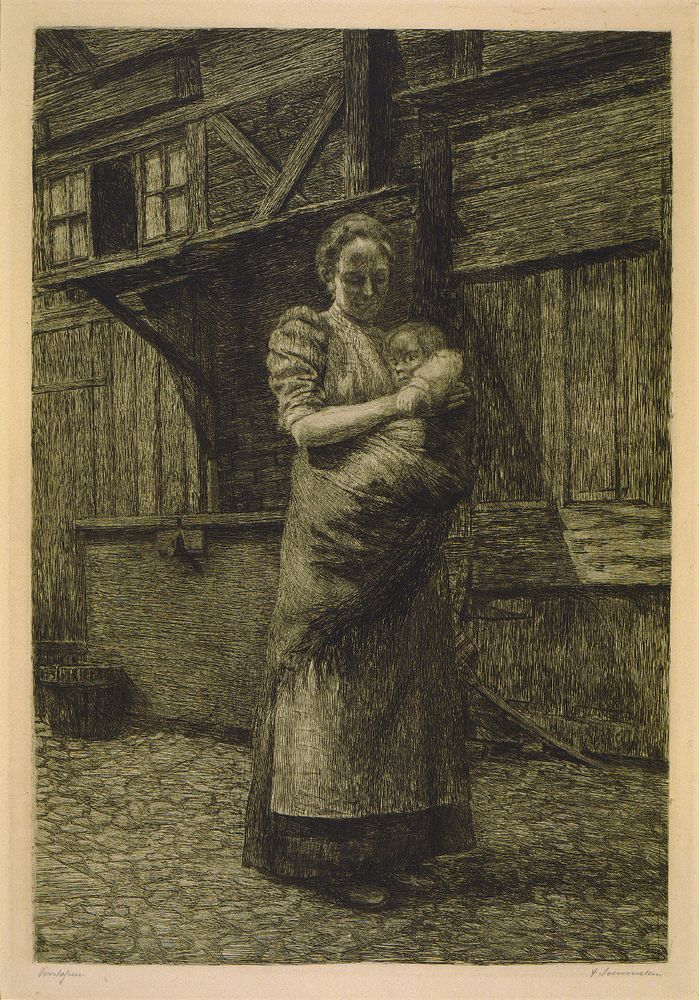
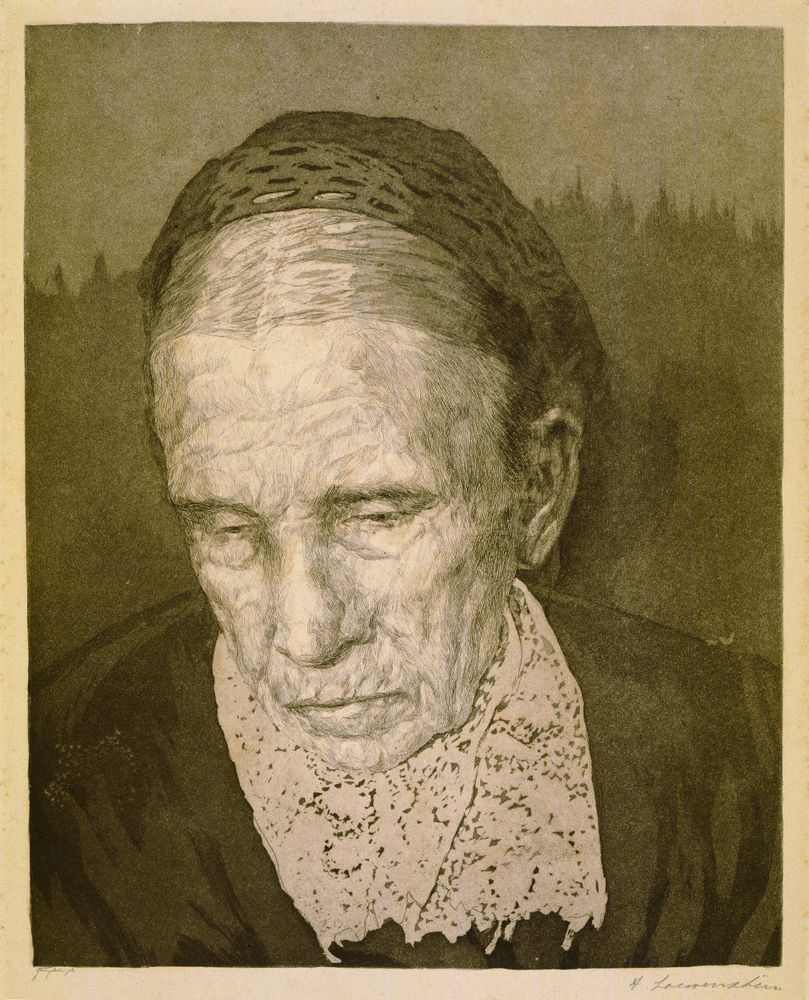
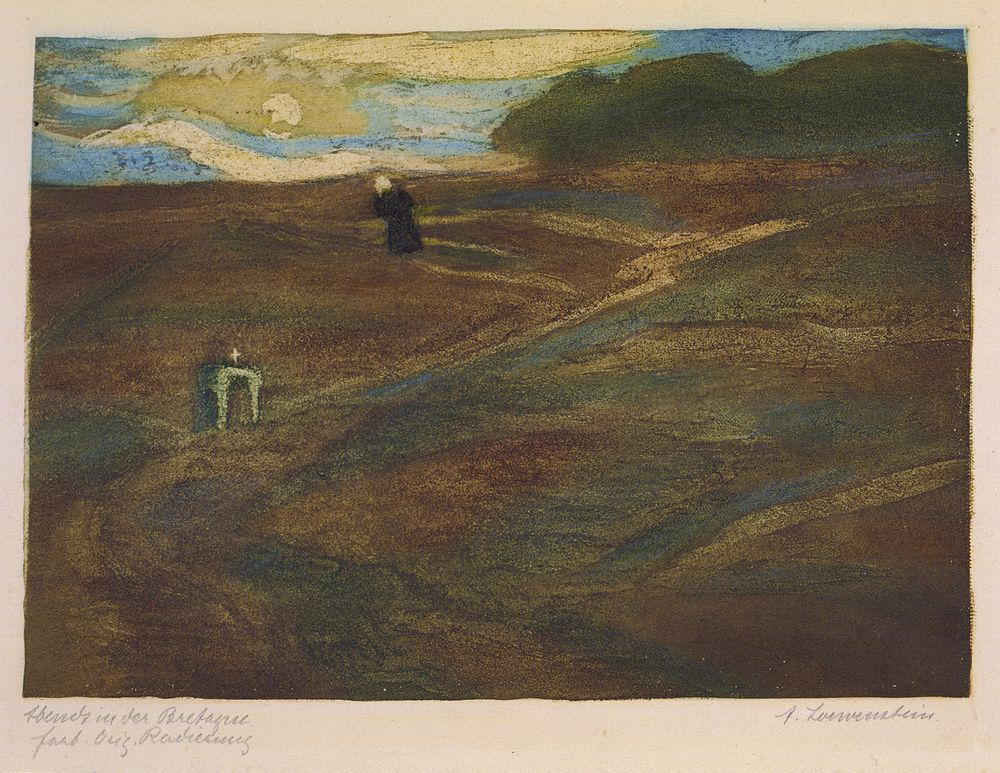
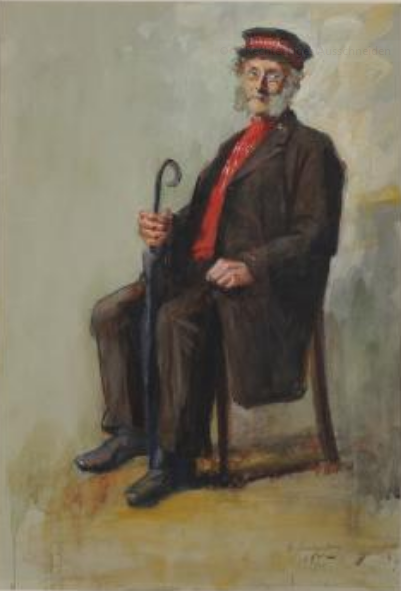